# Conisania evestigata
Conisania evestigata là một loài bướm đêm trong họ Noctuidae.